# ヘルマン・フォン・ヘルムホルツ
ヘルマン・ルートヴィヒ・フェルディナント・フォン・ヘルムホルツ（Hermann Ludwig Ferdinand von Helmholtz, 1821年8月31日 - 1894年9月8日）は、ドイツ出身の生理学者、物理学者。19世紀ドイツを代表する科学者で、その名を冠した科学賞ヘルムホルツ・メダルが今も続いている。

## 生涯
1821年ポツダムにて生まれる。父は哲学教師、母はアメリカ、ペンシルベニア州の創立者ウィリアム・ペンの子孫であった。
1838年、ベルリンのフリードリヒ・ヴィルヘルム医学学校に入学。医学、生理学のみならず、化学や高等数学を学んだ。1842年、無脊椎動物の神経繊維と神経細胞に関する研究により、学位を取得。同年、軍医としてポツダム連隊に配属。兵舎の中に研究室を作り、実験を行った。ここでの研究が認められ、1849年、ケーニヒスベルク大学生理学教授に就任。1855年ボン大学生理学教授、1858年ハイデルベルク大学生理学教授、1871年ベルリン大学物理学教授を歴任した。1887年以降はシャルロッテンブルク国立理工学研究所の理事を兼任。
19世紀半ばのドイツ科学を代表する科学者として、多くの弟子を輩出した。例えば、ハインリヒ・ヘルツはヘルムホルツの指導のもと電気力学に関する研究を行い、のちに電磁波の存在を証明した。日本人の弟子として、田中正平がいる。

## 業績
ヘルムホルツの研究は物理学から生理学まで多岐にわたる。
ジェームズ・プレスコット・ジュールが行ってきた熱の仕事当量に関する実験をもとに、熱力学の第1法則を導き出した。1847年、この成果をベルリン物理学会にて論文『力の保存について』として発表。マイヤー、ジュール、ウィリアム・トムソン（ケルビン卿）と並ぶエネルギー保存則の確立者の一人とみなされるようになった。
さらに、熱力学に関する知見を化学に応用し、系の全エネルギーを自由エネルギー、温度、エントロピーに関連付けることで、化学反応の方向の決定を可能とした（1882年）。この研究はウィラード・ギブズも独立して行っていたが、発見者としての栄誉は、ギブズ-ヘルムホルツの式としてヘルムホルツ、キブズ双方に与えられた。
生理学の分野では生理光学、音響生理学における貢献が大きい。トマス・ヤングが、かつて提示した光の三原色に関する理論を発展させ（ヤング＝ヘルムホルツの三色説）、残像の色彩や、色盲についての説明を可能にした。
音色は、楽音に含まれる倍音の種類、数、強さによって決定されることを明らかにした。また、母音に含まれる振動数と、声道の形による共鳴音との関係に関する理論を打ち立てた。また、内耳が音の高さと音色を感知する機能について説明する理論を打ち立てた。
その他、流体力学において、渦の運動に関する数学的原理の確立（1858年）、電気二重層の理論（1879年）など、多くの分野で重要な貢献をした。

## 栄誉
- 1864年 - クルーニアン・メダル
- 1868年 - マテウチ・メダル
- 1873年 - コプリ・メダル
- 1888年 - アルバート・メダル

プロイセン科学アカデミーによってヘルムホルツ・メダルが創設された。

## 家族

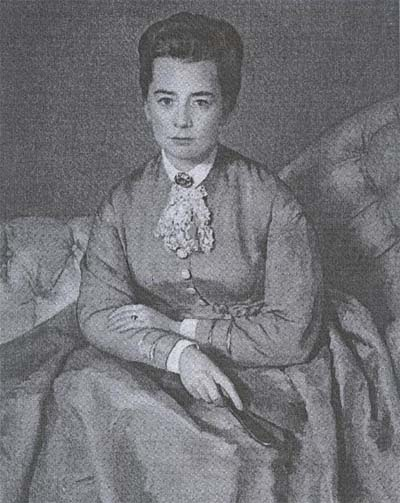
2番目の妻アンナ

後妻のアンナ・フォン・ヘルムホルツは明治政府のお雇い外国人オットマール・フォン・モールの姉。サロンの女主人としても知られ、毎週火曜に学者らを自宅に招いた。